# Храм Покрова Пресвятой Богородицы на Остоженке
Храм Сретения Владимирской иконы Пресвятой Богородицы на Остоженке (Храм Покрова Пресвятой Богородицы на Остоженке) — старообрядческий православный храм в районе Хамовники города Москвы. Относится к Московской епархии Русской православной старообрядческой церкви. Построен в 1907—1908 годах по проекту Владимира Адамовича и Владимира Маята. В 1932 году был закрыт, в 1992 году возвращён Остоженской старообрядческой общине. Имеет статус объекта культурного наследия регионального значения.

## История
В начале XX века владение в 3-м Ушаковском (ныне Турчаниновом) переулке принадлежало известному московскому купцу-старообрядцу Павлу Павловичу Рябушинскому. Этот участок он пожертвовал под строительство храма. Закладка храма состоялась 12 августа 1907 года. 17 августа 1908 года состоялось поднятие крестов на главы водружение восьми колоколов на колокольню. Торжественное освящение храма в честь Покрова Пресвятой Богородицы состоялось в воскресенье 12 октября 1908 года. 8 ноября 1910 году состоялось освящение придела во имя святителя Николы Чудотворца.
В 1932 году храм был закрыт постановлением Моссовета и передан «для культурных целей Фрунзенского района». Иконы храма были переданы Третьяковской галерее. Настоятель и председатель общины храма были репрессированы. В 1966 году в бывшем храме разместился Всесоюзный научно-исследовательский биотехнический институт. К началу 1990-х годов храм пребывал в запущенном состоянии и нуждался в реставрации.
В 1992 году был зарегистрирована Остоженская старообрядческая община Русской православной старообрядческой церкви. Комитет по имуществу города Москвы передал ей храм и дом причта (Турчанинов переулок, 2). Начались работы по восстановлению храма. 8 февраля 1998 года состоялось поднятие крестов и колоколов храма. 12 декабря 1999 года храм был освящён в честь Сретения чудотворной иконы Пресвятой Богородицы Владимирская.

## Архитектура
Храм построен в духе национально-романтического направления модерна. Кубический объём храма увенчан луковичной главой с крестом. Глава покоится на цилиндрическом барабане с бровкой, напоминающей древне-новгородские. С запада к основному объёму примыкает двухпролётная звонница, сделанная в духе псковской архитектуры. В том же духе сделан бегунец по верху стен. Боковые апсиды понижены. Окна на фасадах храма помещены в полуциркульные ниши. Паперть с воротами расположена у южного фасада и выдержана в стилистике модерна

## Духовенство
- Протоиерей Сергий Лисуренко
- Диакон Леонид Лисуренко [5]